# Alberto Chividini
Alberto Chividini (23 de febrer de 1907 - 31 d'octubre de 1961) fou un futbolista argentí.

## Selecció de l'Argentina
Va formar part de l'equip argentí a la Copa del Món de 1930.